# یولبر رمضانی
یولبر رمضانی (انگلیسی: Ylber Ramadani؛ زادهٔ ۱۲ آوریل ۱۹۹۶) بازیکن فوتبال اهل آلبانی است.
از باشگاه‌هایی که در ده‌است می‌توان به باشگاه فوتبال پارتیزانی تیرانا اشاره کرد.
وی همچنین در تیم‌های ملی فوتبال زیر ۱۹ سال کوزوو، زیر ۲۱ سال کوزوو، زیر ۲۱ سال آلبانی و آلبانی بازی کرده‌است. او ایرانی نیست